# 2015年中国大陆
| 中国历史 / 中国历史年表 |
| 世紀： 20世纪中国 / 21世纪中国 / 22世纪中国 |
| 年代： 1980年代中国大陆 / 1990年代中国大陆 / 2000年代中国大陆 / 2010年代中国大陆 / 2020年代中国大陆 / 2030年代中国大陆 / 2040年代中国大陆                     |
| 年份： 2011年中国大陆 / 2012年中国大陆 / 2013年中国大陆 / 2014年中国大陆 / 2015年中国大陆 / 2016年中国大陆 / 2017年中国大陆 / 2018年中国大陆 / 2019年中国大陆 |
| 纪年： 乙未年（羊年）、中华人民共和国成立66周年 |

## 党和国家领导人

### 最高领导人
- 中共中央总书记：习近平

### 国家元首
- 国家主席：习近平

### 政府首脑
- 国务院总理：李克强

### 立法机关
- 全国人大常委会委员长：张德江

### 统战机关
- 全国政协主席：俞正声

## 大事記
2015年中国大陆：1月 - 2月 - 3月 - 4月 - 5月 - 6月 - 7月 - 8月 - 9月 - 10月 - 11月 - 12月

### 1月
- 1月1日，因上海在元旦前夕發生嚴重傷亡的踩踏事故，上海於元旦日取消所有跨年慶祝活動[1][2]。
- 1月2日，哈爾濱北方南勳大市場倉庫發生大火，造成5死14傷[3]，死者全為殉職消防員，受傷消防員大部分骨折。火場在晚上10時左右突然塌方，多名消防人員被埋，大火焚燒20餘小時。當局指庫房存放易燃物品，火場位於老舊小區，街道狹窄，車多人多，走火通道和樓層結構設計不理想，增加灌救困難。同日下午5時許，湖南郴州一個工場修建屋頂期間，屋頂和建築支架倒塌，6人死亡[4]、5人獲救。

### 2月
- 2月4日，復興航空GE235班機墜毀於基隆河，大陸旅客28死（廈門人為主），全機共43死15傷，亦為復興航空自2014年7月澎湖空難再一次空難。
- 2月5日，惠州市惠東縣義烏商品城四樓倉庫於下午約2點發生大火，火勢迅速蔓延，大火焚燒整晚仍未救熄，商場到翌晨仍冒出濃煙，至上午8時救援工作才結束。有目擊者說，同一層樓的戲院有不少人正觀看電影，群眾聽到警報後慌忙乘電梯下樓，結果多人被困。大火釀成17死4傷，傷者全為消防員，其中一人重傷，現場因焚燒過久有倒塌危險，惠東義烏商品城9名相關責任人已被警方扣留調查。[5]

### 3月
- 3月1日，深圳寶安機場第3航站樓高架橋發生嚴重車禍，一輛轎車駛至時疑因後方車輛不斷響號，造成該轎車24歲女司機高度緊張，致失控撞向路邊護欄，由於護欄旁有多人正在觀看飛機升降，數人被撞飛至橋下，事故造成9死23傷。[6]

- 3月3日，路透社周二（3日）引述两个消息来源称，中国共产党中央军事委员会前副主席郭伯雄因为贪腐问题已经被当局调查。BBC（页面存档备份，存于）路透社（页面存档备份，存于）全国政协主席俞正声报告近20年来首次提反腐：〝坚定不移推进反腐败斗争〞，现场引起热烈掌声。人民网（页面存档备份，存于）

- 3月13日，新京报周五（13日）报道称，当天下午2时40分左右，北京东五环王四营桥附近发生火灾。北京市公安局消防局证实，华能热电厂起火，起火原因正在调查。目击者称，现场腾起很大“蘑菇云”，消防车、直升机陆续赶来灭火。

### 5月
- 5月9日下午，貴州省畢節市大劇院一個以中國夢為主題的官方歌唱比賽綵排現場，舞台突然整個垮塌，台上表演的80名公安齊齊墮落5米深的台底，最少8傷，其中2人重傷。[7]
- 5月25日，河南一間長者康復中心發生火警，造成38死6傷。起火的康復中心變成一片廢墟，消防早上繼續在現場搜索和調查。事發在晚上接近八時，魯山縣一間民營的長者康復中心一幢宿舍起火，由於宿舍都是鐵皮板房，夾層有大量發泡膠，火勢很快蔓延。中心內有130名長者，其中38人死亡，大部分都是行動不便，當局事後將大約80名長者，疏散到安全地方。[8]

### 6月
- 6月1日，中國發生中共自1949年執政以來最嚴重船難[9][10]，郵輪「東方之星」號駛至湖北省荊州市監利縣長江水域時，疑遇上高達12級風力的水龍捲引致翻側沉沒，釀成442死12人獲救生還[11]。
- 6月26日，宁芜高速马芜段芜湖方向69公里处，一货车与一客车相撞，12人死亡，22人受伤。[12]
- 6月，贵州毕节四名儿童疑似喝农药自杀身亡。

### 7月
- 7月2日，章诒和在新浪微博发文，指共军抗战毙敌851人，引起争议[13]。这是一则在当年6月底开始在中国大陆互联网流传的伪史。中共官方杂志《红旗文稿》定性为，出于消解中国共产党执政合法性目的，制造和传播的贬损中共敌后抗战的政治谣言之一。
- 7月26日，湖北荊州安良百貨商場發生嚴重扶手電梯事故，閉路電視畫面顯示，當日上午10時5分一名商場職員沿電梯落下層，突然想起將手上的文件交給在上層的同事，她折返上樓。另一名職員站在上層電梯出口等，這名職員到上層時，二人踏過中間的蓋板，發現有鬆脫，其中一名職員還差點倒地。她們發現電梯有異樣後沒有即時將電梯按停，而是前往匯報有電梯故障。10時7分她們重返現場，職員嘗試用腳試探蓋板是否穩固。至10時10分，一名30歲母親帶着2歲兒子上電梯，當事主還有4、5個電梯級便到達時，職員通知電梯有問題。她立即抱起兒子，再跨過前蓋板踏在中蓋板，惟中蓋板突然翻轉，她被捲入電梯。職員將該童救起，並嘗試合力拉起女事主，但沒有人將電梯按停，8秒後她已被電梯「吞沒」，消防用了4個小時才確定她的位置，救出後證實不治，有指死者的腿被絞斷。[14][15][16]
- 7月16日，山东省日照市石大科技石化有限公司液态烃球罐泄露引发火灾和爆炸[17]。
- 7月29日，荊州市質監局成立的調查組公布調查報告，指涉事電梯是2014年7月出廠，今年3月經當局檢測合格。負責生產的蘇州申龍電梯公司涉及不合理設計蓋板結構，三塊蓋板尺寸與圖則不符，導致容易鬆動和翹起，負責維修保養的湖北德富機電設備公司對維修保養記錄不全。而事發的安良百貨缺少對員工進行電梯應急培訓，導致職員發現蓋板翹起後，未採取停梯等有效應急措施。調查組認為，申龍電梯公司及安良百貨要負主要責任，德富機電公司亦要對事故負次要責任。[15]
- 7月31日，國際奧委會在馬來西亞吉隆坡召開全體會議並進行投票，結果由中國北京僅以4票之微險勝哈薩克阿拉木圖，奪得2022年冬季奧運會主辦權。[18]

### 8月
- 8月11日，贵州普安楼下镇政忠煤矿煤与瓦斯突出事故。13人死[19]。

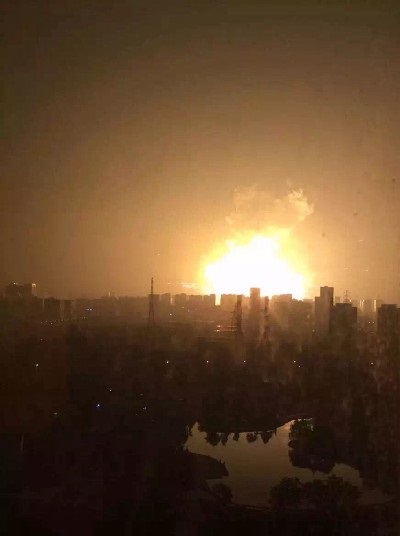
天津大爆炸的瞬間

- 8月12日零时30分左右，陕西省山阳县中村镇烟家沟村突发山体滑坡，导致五洲矿业股份有限公司山阳分公司生活区15间职工宿舍、3间民房被埋，14人获救，包括7名未成年人在内65人死亡[20]。

同日，天津濱海新區瑞海國際物流公司危險品倉庫，晚上10時50分起火，及後第一批消防員趕至進入倉庫救援，至11時34分先後發生兩次嚴重的強烈爆炸，釀成165死8失蹤798傷，其中消防員99死5失蹤，傷者中3人危殆。
貨倉焚燒超過12小時，火勢至8月13日仍有部份蔓延，至8月14日火勢才基本撲滅，8月15及16日尚有零星火頭冒起，當局已扣查有關企業負責人。原本午夜漆黑的天空被火光照亮，火球升上半空。中國地震台網指，第二次爆炸的威力相當於21噸黃色炸藥，造成黎克特制2.9級人為地震。鄰近的樓宇玻璃門及鐵門盡毀、道路及橋樑亦受爆炸波及，汽車嚴重損毀及翻側。多間醫院均接收大量傷者，不少人被玻璃割傷，部份人傷勢嚴重，附近四個住宅區一度停電。由於擔心仍會有爆炸，消防部門一度暫停灌救，派無人機視察，再部署救火方案。附近一間宿舍受爆炸衝擊損毀倒塌，雙層床亦塌下。中共中央總書記習近平要求有關部門全力救治傷者，國務院總理李克強就敦促查明事故原因及時發布信息。國務委員、公安部部長郭聲琨率國務院工作組抵達現場指揮救援。事發的瑞海國際物流公司主要經營大型中轉及集散中心，是當局的作業許可單位。爆炸的危險品貨倉700米外已經有一個住宅區，住了約5,000戶人家。
- 8月22日，云南富宁山体滑坡12人死亡[23]。
- 8月22日20点56分，山东省淄博市桓台县果里镇东付村的润兴化工厂一台分离器着火并发生爆炸，造成1死9伤[24]。
- 8月31日23点25分左右，山东省东营市利津县刁口化工区周围发生爆炸，导致13人死亡[25]。

### 9月
- 9月3日，中国北京举行纪念中国人民抗日战争暨世界反法西斯战争胜利70周年阅兵式，此次阅兵是中国首次选择在非国庆期间举行阅兵仪式，同时是中華人民共和國第一次以阅兵方式纪念抗日战争暨二战胜利。
- 9月22日，习近平访问美国西雅图，9月25日抵达华盛顿会晤奥巴马。9月26日至28日，习近平前往纽约参加联合国成立70周年系列峰会。

### 10月
- 10月4日，山东省青岛市发生一起针对游客的恶意消费欺诈事件，后被当事人发上网络，引发讨论。
- 10月21日，习近平高调访问英国。
- 10月21日8点12分左右，山东省临沂市平邑县山东天宝化工有限公司发生爆炸，共造成9死2伤[26]。

### 11月
- 11月1日，中断三年的中日韩领导人会议在韩国首尔举行，出席会议的领袖包括中国国务院总理李克强、韩国总统朴槿惠、日本内阁总理大臣安倍晋三。[27]

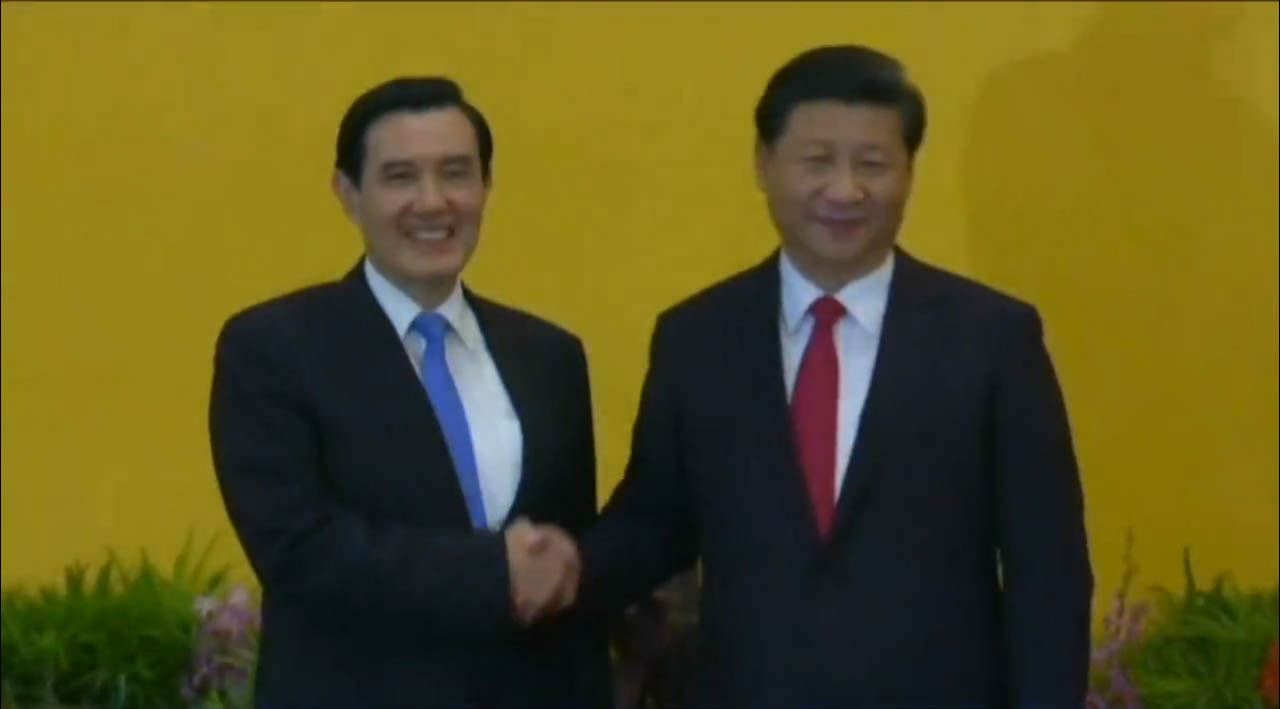
兩岸自1949年分治以來的首度領導人歷史性會面在新加坡舉行

- 11月7日，兩岸最高領導人舉行自1949年以來首次歷史性會面，習近平和馬英九下午在新加坡香格里拉酒店見面。北京國台辦指兩人是以兩岸領導人身份和名義會面，在會上互稱「先生」，形容今次會面具有里程碑意義。在台北，陸委會說，兩人不會簽署協議，也不會發表聯合聲明，會面的目標是鞏固台海和平繁榮的現狀。陸委會主委夏立言說，兩人會先發表公開談話，接著會面。兩岸雙方在會後各自召開記者會，馬英九總統會即日返回台灣。[28]
- 11月10日，中国公安聯同香港及台灣警方等，10月中在印尼及中國大陸拘捕245名涉嫌與多宗電話騙案有關的疑犯，牽涉最少4千多宗電話騙案，其中431宗在香港發生。而內地公安今日就從印尼及柬埔寨，押解254名內地疑犯回中國。[29]
- 11月13日22:50分左右，浙江丽水山体滑坡，遇难38人，1人获救[30]。
- 11月18日，中国人质樊京輝被伊斯兰国组织处决。
- 11月20日21点50分，黑龙江龙煤集团鸡西矿业公司杏花煤矿东一采区火灾，21人死亡 1人失踪[31]。马里首都巴马科丽笙酒店发生袭击，3名中国人死亡。

### 12月
- 12月1日，国际货币基金组织（IMF）执董会终于经投票决定，将人民币纳入特别提款权（SDR）货币篮子。尽管人民币“入篮履职”还要等到2016年10月1日，但IMF股东们的票决已为全球聚焦已久的国际金融治理改革大事件划上了完满句号。[32]
- 12月2日，广药集团在与加多宝争议已久的王老吉涼茶“改名案”中终审胜诉，加多宝被判定虚假宣传。[33]
- 12月11日，复旦投毒案的被告人林森浩被执行死刑。
- 12月20日11时40分，广东省深圳市光明新区凤凰社区红坳村恒泰裕工业园发生大规模土石崩塌事故，造成33栋楼房倒塌或损毁，截至2016年1月13日已酿成69死8失踪16伤[34]。
- 12月25日7时56分，山东省临沂市平邑县保太镇玉荣商贸有限公司石膏矿发生坍塌[35]。

## 死亡
- 姚貝娜：2015年1月16日，中国大陆著名女歌手姚贝娜因乳腺癌去世，年仅33岁。
- 徐才厚：2015年3月15日，前中共中央軍委副主席及原中國人民解放軍上將，因膀胱癌去世，終年71歲。
- 喬石：2015年6月14日，前中共中央政治局常委及前全國人大常委會委員長病逝，終年90歲。
- 成思危：2015年7月12日，中国著名经济学家和社会活动家，終年80歲。
- 萬里：2015年7月15日，前全國人大常委會委員長及前國務院副總理病逝，終年98歲。
- 尉健行：2015年8月7日，前中共中央政治局常委及前中紀委書記病逝，終年84歲。
- 張震：2015年9月3日，前中央軍委副主席，解放軍前高級將領，上將軍銜，病逝，終年100歲。
- 方静：2015年11月18日在台湾病逝，中国中央电视台新闻及军事节目主持人。